# Сивачі
Сивачі́ (рос. Сивачи) — селище у складі Шелопугінського району Забайкальського краю, Росія. Входить до складу Нижньо-Шахтаминського сільського поселення.

## Населення
Населення — 179 осіб (2010; 222 у 2002).
Національний склад (станом на 2002 рік):
- росіяни — 100 %